# Lac (tissage)

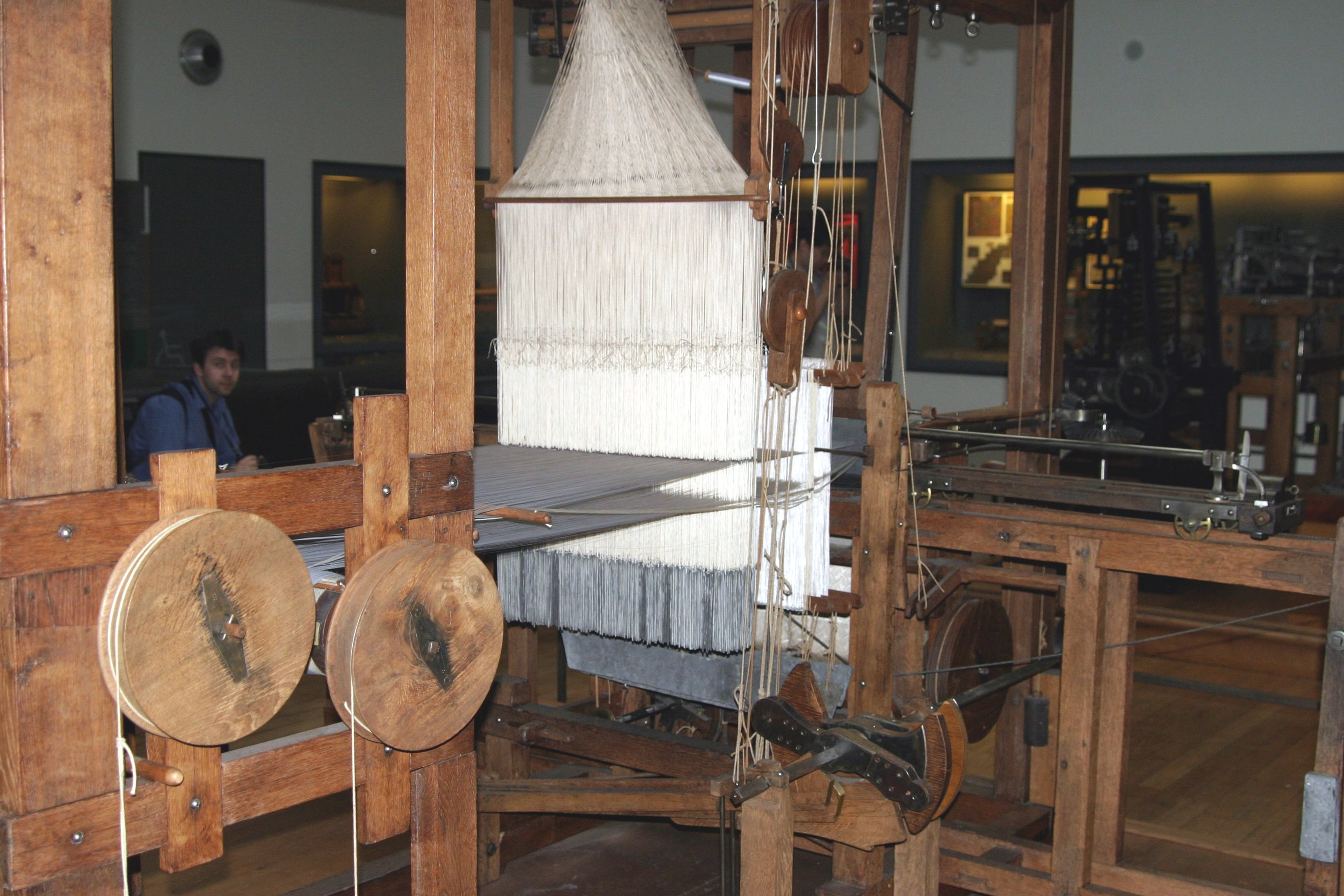
Métier à tisser de Jacques Vaucanson.

Les lacs (ou lices) étaient des cordes utilisées dans les métiers à tisser des XVIIe et XVIIIe siècles.

## Utilisation
Avant l'invention du métier Jacquard, en 1801, les métiers à tisser étaient le plus souvent dits « à tire ». Dans ces métiers, les lacs étaient des cordes permettant de lever ou d'abaisser les fils de chaînes, créant ainsi les motifs sur les toiles tissées,.
Les cordes étaient souvent manipulées par des enfants, grâce à leur petite taille qui leur permettait de se mouvoir sous les machines ; ils étaient donc souvent nommés tireurs de lacs. Ce travail fatigant est supprimé par l'invention de Joseph Marie Jacquard, qui sélectionne les fils de chaîne à tisser à l'aide d'un programme inscrit sur des cartes perforées,.